# Gentianella gentianoides
Gentianella gentianoides là một loài thực vật có hoa trong họ Long đởm. Loài này được (Franch.) Harry Sm. mô tả khoa học đầu tiên năm 1936.